# Unüberwindlich starker Held

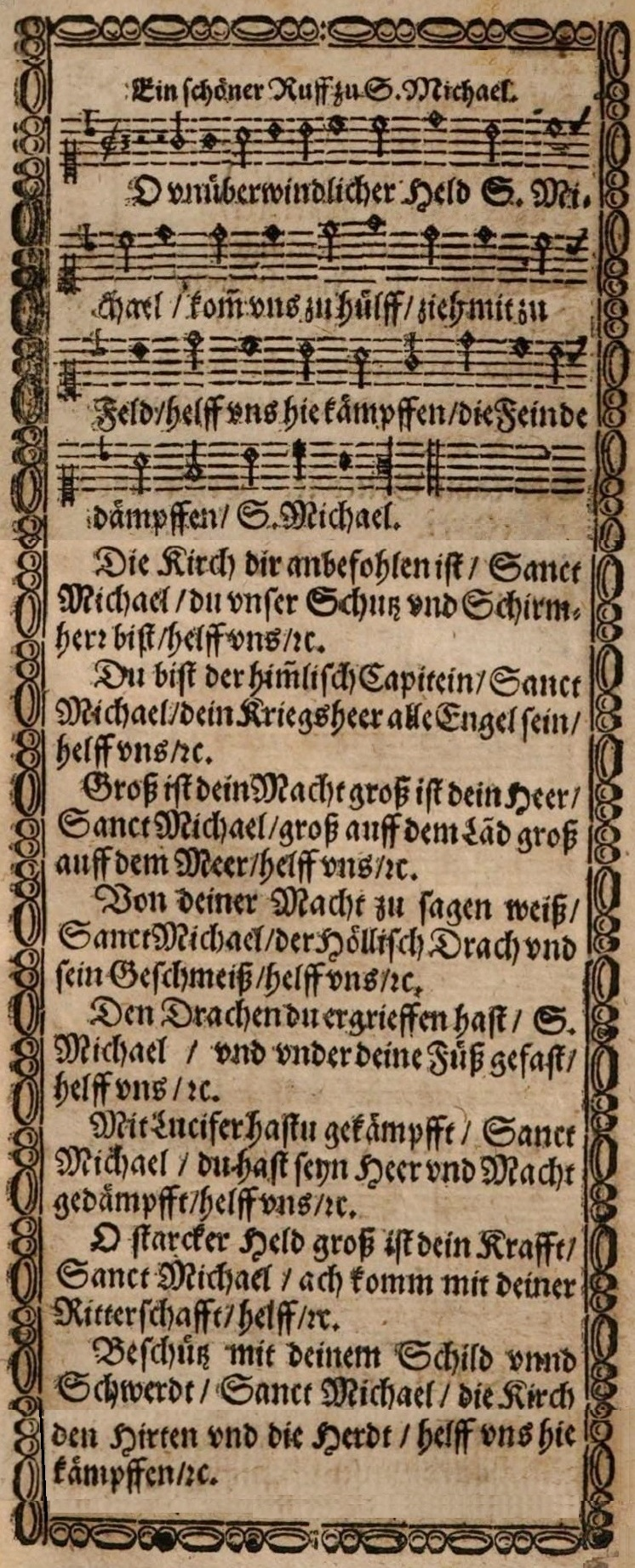
Unüberwindlich starker Held, Druckfassung Würzburg 1630

Unüberwindlich starker Held, Sankt Michael ist ein geistliches Lied mit kulturgeschichtlicher Bedeutung. Der seit 1621 publizierte Text wird mit leichten Textvariationen Friedrich Spee (1591–1635) zugeschrieben.
Eine überarbeitete und gekürzte Version des Lieds von Bernhard Feigenbutz von 1935 ist im Gotteslob 1975 unter Nr. 606, im gemeinsamen Teil des Gotteslobs 2013 jedoch nicht mehr enthalten.

## Überlieferung
Erstmals veröffentlicht wurde das Lied in deutscher Sprache mit Melodie im Bell’Vedére oder Würzburger Lustgärtlein von
1621. Es ist ein frühes Werk von Friedrich Spee, das vermutlich während seines Wirkens in Würzburg entstanden ist. In lateinischer Sprache erschien es später auch im Jesuitengesangbuch Psalteriolum von 1642. Der Ursprung der Melodie kann bereits im 1614 erschienenen niederländischen Gesangbuch des Bistums Antwerpen „Het Prieel“, S. 255, nachgewiesen werden; die bis heute gesungene Melodie stammt aus dem 1623 in der Kölner Offizin des ‚Peter von Brachel‘ gedruckten Gesangbuch. Sie zeichnet sich durch einen charakteristischen 6/4-Rhythmus aus.

## Inhalt
Das Lied ruft den Erzengel Michael als Kämpfer Gottes für die Kirche und als Beistand gegen das Böse an. Biblischer Hintergrund ist Offb 12,7–9 . Im Kontext des Dreißigjährigen Kriegs kann das Lied auch als Ausdruck der Sehnsucht des deutschen Volkes nach dem Beistand Gottes und der Engel und nach Frieden verstanden werden. Der hl. Michael ist der Schutzpatron Deutschlands.
| Friedrich Spee, 1621 | Lateinischer Hymnus, 1642                                                                                | Bernhard Feigenbutz, 1935 (GL 1975) |
| --- | --- | --- |
| O unüberwindlicher Held, St. Michael, Komm uns zu Hilfe, zieh mit ins Feld, :Hilf uns hier kämpfen, die Feinde dämpfen, Sankt Michael: | 0 heros invincibilis, dux Michael, Adesto nostris praeliis :Ora pro nobis, pugna pro nobis, Dux Michael: | Unüberwindlich starker Held, Sankt Michael!, komm uns zu Hilf, zieh mit zu Feld! Hilf uns im Streite, zum Sieg uns leite, Sankt Michael! |
| Die Kirch dir anbefohlen ist, Du unser Schutz- und Schirmherr bist.                                                                    | Tunosterdux militiae Defensor es ecclesiae.                                                              | Die Kirch dir anbefohlen ist; St. Michael! du unser Schutz- und Schirmherr bist.                                                         |
| Du bist der himmlisch Capitein Dein Kriegsheer alle Engel sein.                                                                        | Coelestes omnes spiritus Pars tui sunt exercitus.                                                        | Groß ist dein’ Macht, groß ist dein Heer, Sankt Michael! Groß auf dem Land, groß auf dem Meer.                                           |
| Groß ist dein’ Macht, groß ist dein Heer. Groß auff dem Land, groß auff dem Meer.                                                      | Per terras atque maria Sunt note tua proelia.                                                            | Du bist der himmlisch Bannerherr, St. Michael! die Engel sind dein Königsheer.                                                           |
| Von deiner Macht zu sagen weiß Der höllisch Drach und sein Geschmeiß.                                                                  | Per te, o heros bell iger Prostratus iacet Lucifer.                                                      | |
| Den Drachen du ergriffen hast Und unter deinen Fuß gefaßt.                                                                             | O magne Heros gloriae Proteetor sis Germaniae.                                                           | Den Drachen du ergriffen hast, St. Michael! und unter deinen Fuß gefasst. Hilf uns im Streite,                                           |
| Mit Luzifer hast du gekämpft, Du hast sein Heer mit Macht gedämpft.                                                                    | Ad arma, ad arma angelos Ad arma voca subditos.                                                          | |
| O großer Held! Groß ist dein’ Krafft, Ach komm mit deiner Ritterschafft.                                                               | Eiectis procul hostibus Fer opem desperantibus.                                                          | |
| Beschütz mit deinem Schild und Schwert Die Kirch, den Hirten und die Herd.                                                             | Afflictae pridem patriae Optatam pacem reddite.                                                          | Beschütz mit deinem Schild und Schwert St. Michael! die Kirch, den Hirten und die Herd.                                                  |
| Vor Pest, vor Krieg, vor Hungersnot, Errette von dem gähen Tod.                                                                        | A fame, peste libera, A servitute vindica.                                                               | |
| O großer Fürst, verlaß uns nit, Das ist einhellig unser Bitt.                                                                          | O Michael, Archangele, Hac voce oro supplice.                                                            | (Refrain nach jeder Strophe: Hilf uns im Streite, zum Sieg uns leite, Sankt Michael!)                                                    |